# Rex Buckboard
Rex Buckboard war eine US-amerikanische Automarke.

## Markengeschichte
Rex Reinertson hatte bereits 1901 in seiner Heimat Milwaukee in Wisconsin ein Auto für den Eigenbedarf hergestellt. 1902 zog er nach Pittsburgh in Pennsylvania. 1903 wurde er Superintendent der Pennsylvania Electrical & Railway Supply Company. In seiner Freizeit entwarf er erneut ein Automobil. Anschließend stellte er mehrere Fahrzeuge in der Werkstatt seines Arbeitgebers her. Der Markenname lautete Rex Buckboard. Der Vertrieb blieb auf die nähere Umgebung beschränkt. Im gleichen Jahr endete die Produktion.

## Fahrzeuge
Das einzige Modell war ein besonders kleines Fahrzeug im Stile des Orient Buckboard. Ein Einzylindermotor mit 4,5 PS Leistung trieb die Fahrzeuge an. Das Leergewicht war mit 272 kg und die Höchstgeschwindigkeit mit 48 km/h angegeben. Der Neupreis betrug 550 US-Dollar.